# Jordan Staal
Jordan Staal (10 september 1988) is een Canadees ijshockeyspeler. Hij verruilde in 2012 de Pittsburgh Penguins voor de Carolina Hurricanes. Hij is het jongere broertje van Eric Staal en Marc Staal en de oudere broer van Jared Staal. Op die laatste na spelen ze allemaal in de NHL. Zijn grootouders zijn van Nederlandse komaf.

## Carrière
Hij werd in de 2006 entry draft als tweede gekozen. In 2007 speelde hij al direct een volledig seizoen in de NHL. Hiermee was hij een van de jongste spelers dat jaar in de NHL. Hij deed dit dermate goed dat hij tot de top drie van beste 'rookies' hoorde. 
In 2009 won hij de Stanley Cup met de Pittsburgh Penguins. In de finale werden de Detroit Red Wings verslagen.

## Persoonlijk
Staal en zijn drie broers groeiden op op een boerderij in Thunder Bay, Ontario. De winters zijn hier streng en lang. Het vriest er van november tot ongeveer maart. Om verveling tegen te gaan, liet hun vader een stuk land onderlopen met water en bouwde daar een privé-ijshockeybaan op. Die werd door de broers veel gebruikt en uiteindelijk belandden ze bijna allemaal in de NHL. Hij was het tweede gezinslid dat de Stanley Cup won. Eric deed dit in 2006.